# Фотографія івангородської айнзатцгрупи

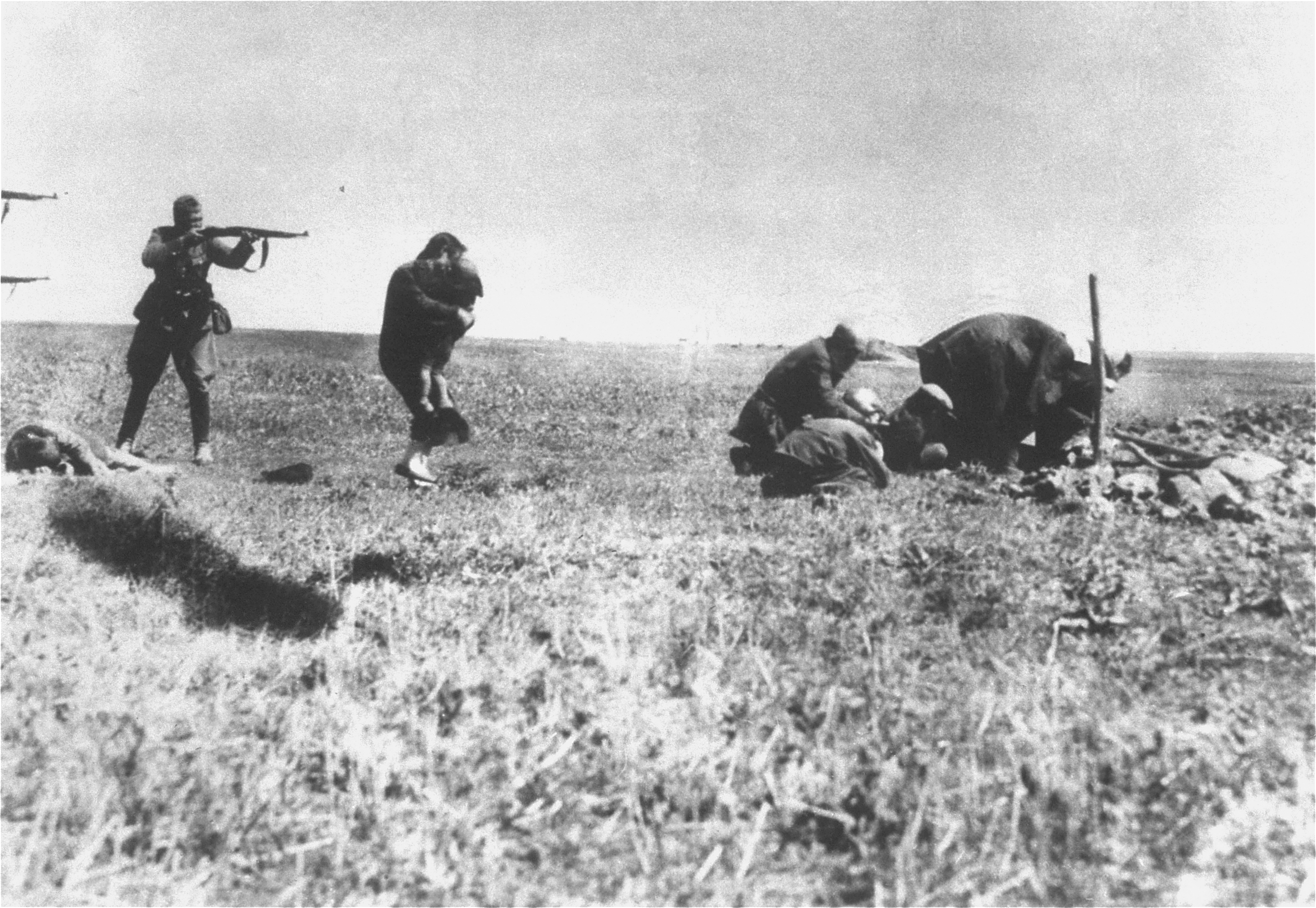
Айнзатцгрупа вбиває мирних євреїв в Івангороді, Україна, 1942 рік.

Фото івангородської айнзатцгрупи — це зображення Голокосту, на якому солдат наводить рушницю на жінку, що намагається прикрити своїм тілом дитину. На фото зображено вбивство євреїв ескадроном смерті айнзатцгруп під Івангородом, Україна у 1942 році. Фотографію надіслали поштою, вона була перехоплена польським опором у Варшаві та збережена Єжи Томашевським. У 1960-х роках стверджувалося, що зображення — підробка комуністів, але це твердження виявилося сфальсифікованим. Відтоді фотографію часто використовували в книгах, музеях та на виставках, пов'язаних з Голокостом. Дослідниця фотографії Яніна Струк описує її як «символ варварства нацистського режиму та вбивства ним у промислових масштабах 6 мільйонів європейських євреїв».

## Контекст
Під час Голокосту в Україні було вбито понад мільйон євреїв. Більшість із них розстріляли під час масових розстрілів айнзатцгрупами (ескадрони смерті) та українськими колабораціоністами. У 1897 році за переписом населення Російської імперії було встановлено, що в Івангороді, сьогоднішньому селі Черкаської області центральної України, проживало 442 євреї (з 3032 населення). У 1942 році в результаті масового розстрілу айнзатцгрупами на південь від міста загинула невідома кількість жертв. Частина масового вбивства зображена на цій фотографії. Після війни поле для розстрілу використовувався для потреб колгоспу.

## Фотографія

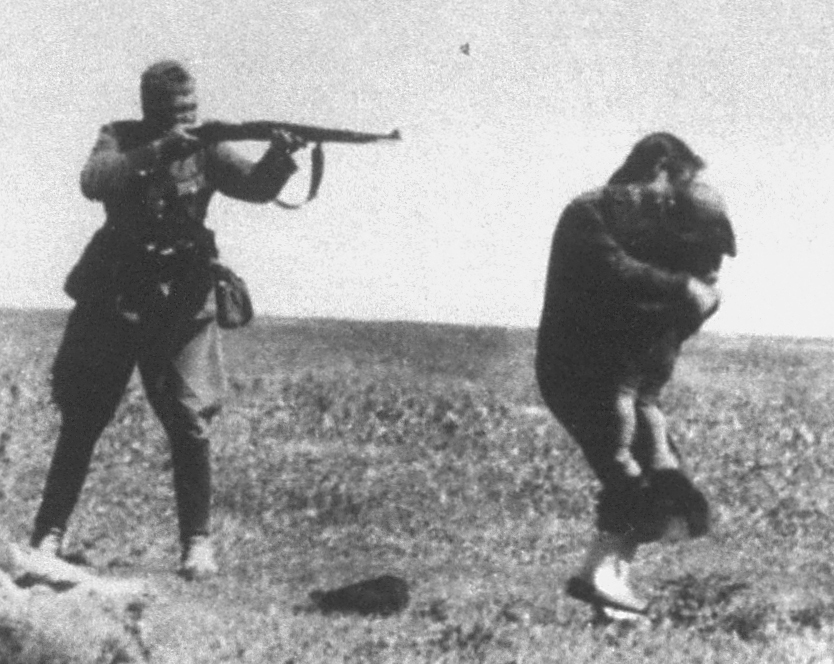
Обрізана оригінальна фотографія, яка в такому вигляді часто з'являється у публікаціях

На фото шість жертв. Тіло, що лежить біля ніг німецького солдата, схоже, належить вже розстріляній жінці. У центрі фотографії жінка, яка закриває собою дитину. Одна з її ніг піднята, наче вона намагається втекти, або фотографія була зроблена відразу після того, як її застрелили. Праворуч від неї троє чоловіків. На знімку повністю видно лише одного солдата; здається, він націлився на чоловіків. Гвинтівки, які тримають німецькі солдати з лівого краю фотографії спрямовані на жінку та дитину. Тіні на лівому краю фото свідчать про те, що там може бути більше німецьких солдатів. Праворуч на фото видно дерев'яний кіл і лопату, що вказує на те, що жертви, можливо, були змушені копати собі могили.
Особа фотографа невідома, але, ймовірно, це був німецький солдат. Багато німецьких солдатів фотографували звірства, в яких вони були співучасниками.

## Відкриття та публікація

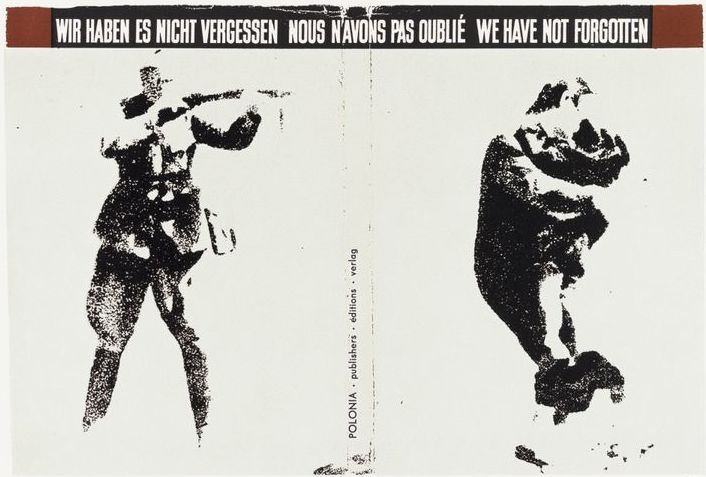
Зображення на обкладинці книги 1959 року

Польський опір проник у поштове відділення у Варшаві, щоб перехопити конфіденційну кореспонденцію, яку вони потім надсилали польському уряду в еміграції в Лондоні. Полякам і євреям заборонялося мати фотоапарати, але польський опір створив підпільні майстерні для таємного фіксування нацистських звірств. Підліток Єжи Томашевський працював у підпільній лабораторії під назвою «Фото-Рис». Він перехопив фотографію, на звороті якої було написано «Україна 1942, Юденакція [Єврейська акція], Івангород». Томашевський зберіг оригінал, який залишається в особистому архіві. Копію надіслали до уряду в еміграції в Лондоні.
Товариство борців за свободу і демократію вперше опублікувало фото в Польщі в 1959 році на обкладинці книги фотографій під назвою "1939–1945. Ми не забули / Nous n'avons pas oublié / Wir haben es nicht vergessen". Томашевський працював одним із редакторів, хоча знав, що в книзі фотографії використовувалися для комуністичної пропаганди. Він підтримав публікацію, бо не було іншого способу надрукувати фотографії. Багато публікацій обрізають зображення до одного солдата, жінки та дитини. Дослідниця фотографії Яніна Струк стверджує, що обрізання зображення опускає «менш емоційні та більш заплутані частини зображення». Педагог Адам Мюллер стверджує, що, хоча обрізана версія підкреслює «катастрофічну інтенсивність зв'язку матері та дитини», вона також вилучає оточення та контекст з розгляду. Повна версія показує, що це сцена не особистих страждань та індивідуальної жорстокості, а масової страти.
Відтоді івангородську фотографію публікували в багатьох книгах, виставляли в музеях та виставках, присвячених Голокосту<. У своїй книзі «Читання Голокосту» Інга Клендіннен описала її як «знакову у своїй дистиляції німецьких звірств». За словами Роберта Фіска, фотографія є «одним із найбільш вражаючих і переконливих зображень нацистського Голокосту». Струк заявила, що фото «стало символом варварства нацистського режиму та вбивства 6 мільйонів європейських євреїв».

## Звинувачення у фальсифікації
Ультраправа західнонімецька газета Deutsche Soldaten Zeitung (DSZ, німецька солдатська газета) 26 січня 1962 року надрукувала твердження Отто Кроя, відомого своїми роботами про техніку фотографування, під назвою Achtung Fälschungen («Обережно підробки»). Крой стверджував, що фотографія була сфабрикована комуністичною владою в Польщі для того, щоб помилково звинуватити Німеччину у воєнних злочинах; він стверджував, що на зображенні — не німецький солдат, а зброя та форма несправжні. До публікації "1939–1945. Ми не забули", західнонімецьке видавництво Verlag Kurt Desch підтвердило справжність зображення, написавши Роману Карську, професору німецької літератури Варшавського університету, той відповів, що це справжня копія зображення, яке зберігається у історичному архіві у Варшаві і зображує масові розстріли 1942 року.
У відповідь на звинувачення Томашевський і Тадеуш Мазур (один із редакторів "1939–1945 рр. Ми не забули") опублікували ще одне зображення з того ж джерела в польському журналі Świat 25 лютого. На другому фото було зображено п'ятьох озброєних чоловіків, один у цивільному, а інші четверо в формі, які стоять і дивляться на камеру над купою трупів. За словами Струк, воно мало схожість із цією більш відомою фотографією, але не мало «драматичного впливу». Рівна пуста місцевість була ідентичною; один із чоловіків дуже схожий на солдата на попередній фотографії; а на звороті зображення тим же почерком було написано «Україна 1942». У статті Томашевський описав ДСЗ як прихильника Третього рейху і звинуватив газету в «ревізіонізмі».
Звинувачення продовжували поширюватися в західнонімецькій пресі понад два роки, це Томашевський назвав «пресовою війною». Польський уряд був занепокоєний потенційним дипломатичним інцидентом, якби з'ясувалось. що зображення насправді було фальсифікацією. Вони відправили чиновників до будинку Томашевського для огляду зображення. У 1965 році Шпіґель опублікував лист від Курта Вьюега, колишнього члена німецького поліцейського батальйону, дислокованого в Норвегії, де він підтвердив, що зброя та уніформа збігаються з тими, які використовували його підрозділ і айнзатцгрупи.